# Ciskje - Storia di un bambino
Ciskje - Storia di un bambino (Ciske de Rat) è un film del 1984 diretto da Guido Pieters e tratto dal romanzo omonimo di Piet Bakker già portato sullo schermo nel 1955 nel film Ciske muso di topo.

## Trama
L'undicenne Ciskje Vrijmoeth, soprannominato "Sorcio", è costretto a cambiare scuola dopo aver rovesciato dell'inchiostro in testa al suo maestro. Fa amicizia con un ragazzo affetto da polio e come lui è vittima dei bulli.